# Neckeropsis truncata
Neckeropsis truncata là một loài Rêu trong họ Neckeraceae. Loài này được (P. Beauv.) M. Fleisch. miêu tả khoa học đầu tiên năm 1908.